# ۱۲ ژانویه
۱۲ ژانویه دوازدهمین روز سال در گاه‌شماری میلادی است. ۳۵۳ روز (در سال‌های کبیسه ۳۵۴روز) تا پایان سال مانده‌است.

## رویدادها
- ۶۳۰ - فتح مکه.
- ۱۹۲۹ - نخستین انتخابات مجلس مصر.
- ۱۹۴۴ - شکست نیروهای آلمان نازی در شهر لنینگراد روسیه.
- ۱۹۵۰ - طه حسین وزیر فرهنگ مصر شد.
- ۱۹۷۴ - اعلام یکپارچگی لیبی و تونس.

## زادروزها
- ۱۹۹۳-  زین ملک، خواننده و ترانه‌سرای پاکستانی-انگلیسی
- ۱۵۷۹ - ژان باپتیست ون هلمونت، دانشمند فلاندری زیست‌شناس، پزشک و شیمی‌دان و بنیانگذار شیمی پنوماتیک
- ۱۵۹۱ - جوزپه د ریبرا، نقاش و چاپگر تنبریست اهل اسپانیا
- ۱۶۲۸ - شارل پرو، شاعر و داستان‌سرای فرانسوی که سبک جدیدِ قصه‌ها و افسانه‌های شاه پریان را در ادبیات بنیان نهاد
- ۱۸۹۳ - هرمان گورینگ، بنیان‌گذار پلیس مخفی آلمان «گشتاپو» در زمان آدولف هیتلر.
- ۱۸۹۳ - میخائیل گورویچ از بنیانگذاران شرکت هوافضایی میگ
- ۱۹۳۶ - امیل لحود، رئیس‌جمهور لبنان.
- ۱۸۷۶ - جک لندن، نویسنده سوسیالیست آمریکایی و خالق آثاری مانند آوای وحش و گرگ دریا.
- ۱۹۵۸ - کریستین امان‌پور، گزارشگر شبکهٔ خبری سی‌ان‌ان.
- ۱۹۶۸ - مائورو سیلوا، هافبک اهل برزیل، شهر سائو برناردو دو کامپو
- ۱۹۶۹- دیوید میچل، رمان‌نویس بریتانیایی
- ۱۹۷۰ - زَک د لا روچا، خواننده، نوازنده، شاعر و فعال اجتماعی اهل آمریکا
- ۱۹۷۳- هانده ینر، از خوانندگان زن موسیقی پاپ ترکیه
- ۱۹۷۴- ملانی جین چیسهولم، خواننده، کارآفرین، ترانه‌سرا و هنرپیشه انگلیسی که به خاطر عضویتش در اسپایس گرلز مشهور شد.
- ۱۹۷۹ – دیوید زابریکسی، دوچرخه‌سوار اهل ایالات متحده آمریکا
- ۱۹۹۸ - نیتن گمبل، بازیگر نوجوان اهل ایالات متحده آمریکا

## مرگ‌ها
- ۱۹۴۶ - صفیه زغلول، همسر سعد زغلول، مادر ملت مصر.
- ۱۹۷۶ - آگاتا کریستی، نویسنده انگلیسی داستان‌های جنایی و ادبیات کارآگاهی.
- ۲۰۱۷ - سمیره ابوغزاله، فعال سیاسی و حقوق زنان فلسطینی.[۱]
- ۲۰۲۳ - لیسا مری پرسلی، خواننده